# Joseph Aind
Joseph Aind SDB (* 5. November 1945 in Nahorani) ist ein indischer Ordensgeistlicher und emeritierter römisch-katholischer Bischof von Dibrugarh.

## Leben
Joseph Aind trat in die Ordensgemeinschaft der Salesianer Don Boscos ein und empfing am 27. November 1976 das Sakrament der Priesterweihe. 
Am 11. November 1994 ernannte ihn Papst Johannes Paul II. zum Bischof von Dibrugarh. Der Bischof von Guwahati, Thomas Menamparampil SDB, spendete ihm am 19. März 1995 die Bischofsweihe; Mitkonsekratoren waren der Bischof von Imphal, Joseph Mittathany, und der Bischof von Tezpur, Robert Kerketta SDB.
Papst Franziskus nahm am 15. Februar 2021 das von Joseph Aind aus Altersgründen vorgebrachte Rücktrittsgesuch an.